# 哈尔德瓦尼-丘姆-卡特戈达姆
哈尔德瓦尼-丘姆-卡特戈达姆（Haldwani-cum-Kathgodam），是印度北阿坎德邦Nainital县的一个城镇。总人口129140（2001年）。

## 人口
该地2001年总人口129140人，其中男性68826人，女性60314人；0—6岁人口17540人，其中男9264人，女8276人；识字率68.84%，其中男性为72.57%，女性为64.59%。